# Гра для вечірки

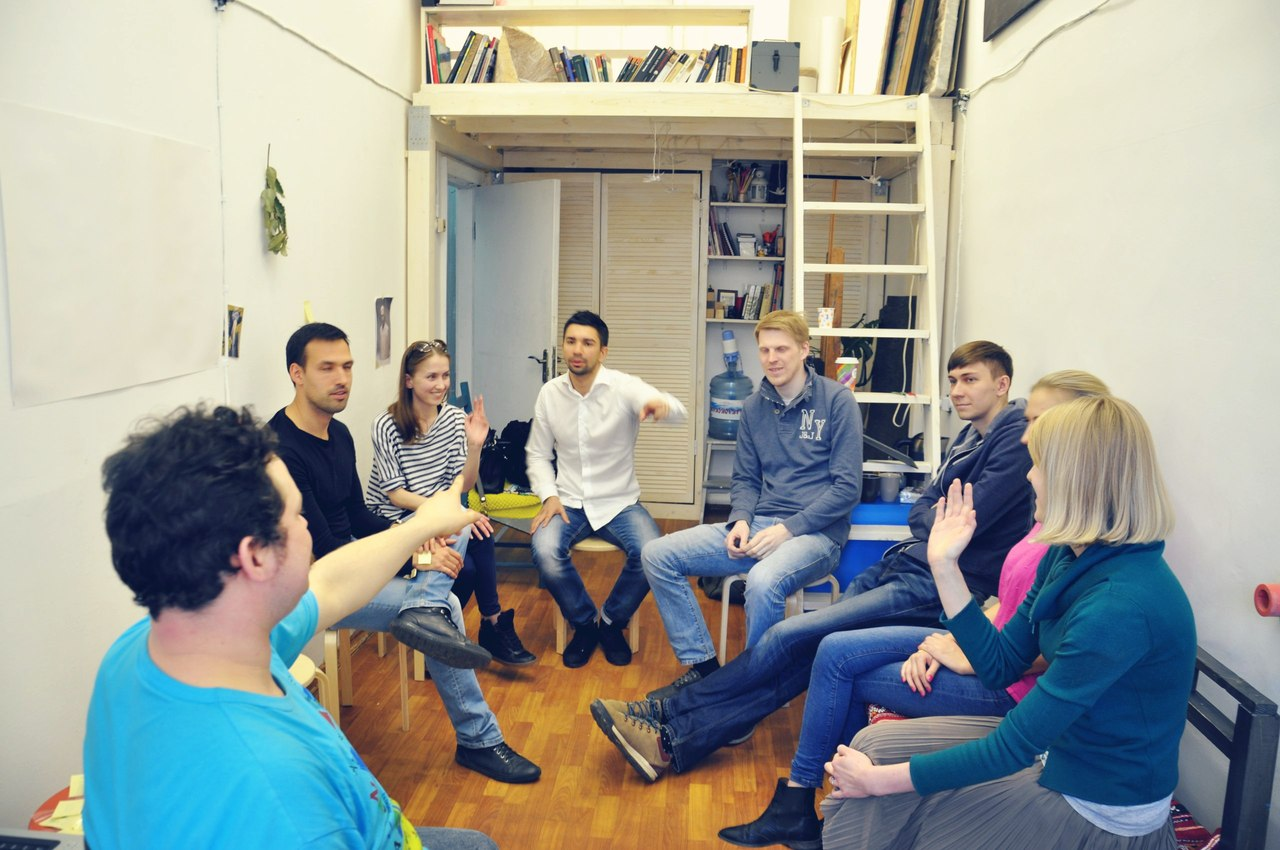
Гості вечірки грають у мафію

Гра для вечірки — ігри, в які грають на соціальних зборах для сприяння взаємодії, розваги та відпочинку. Категорії включають (явні) «криголами», салонні ігри (в приміщенні), ігри на свіжому повітрі та ігри для великих груп. Інші типи включають парні (партнерські) ігри та салонні перегони. Різні ігри створюють різну атмосферу, тому партійна гра може бути просто «криголамом», або єдиною метою чи структурою вечірки. Як такі, ігри для вечірок мають на меті залучити гравців з різними рівнями навичок, а вибування гравців трапляється рідко. Ігри для вечірок призначені для соціальної гри та розроблені таким чином, щоб новим гравцям було легко їх освоїти.

## Характеристики
Характеристики ігор для вечірок зазвичай включають:
- Гра може підтримувати відносно велику або невизначену кількість гравців, порівняно з більш традиційними настільними або картковими іграми, які вимагають невеликої, встановленої кількості гравців. Деякі ігри, особливо комерційні, мають встановлений ліміт на основі наявного обладнання; інші обмежені іншими механіками гри, наприклад, часом на кожен хід, а треті не мають практичного ліміту, як, наприклад, додаток Appyshot.
- Командна гра в іграх для вечірок є поширеною, але не обов'язковою. Ігри, які ділять гравців на дві, три або чотири приблизно рівні команди, такі як «Череп», «Шаради» або «Пікціонері», як правило, допускають більшу загальну кількість гравців. На відміну від них, інші ігри, такі як «Мафія» і «Як організувати вбивство», є рольовими, де кожному гравцеві надається персонаж або інша роль, яку він виконує в процесі гри. Кількість гравців обмежена кількістю ролей, але в багатьох таких іграх існують «типові» ролі, що забезпечують високий ступінь гнучкості.
- Заохочується співпраця та взаємодія між гравцями. Як командні, так і рольові ігри зазвичай заохочують цей соціальний аспект гри; ігри, які не заохочують таку взаємодію, як правило, є поганими іграми для вечірок.
- Різноманітні способи грати і робити внесок. Наприклад, у грі «Словник» не обов'язково створювати правдоподібні словникові дефініції; вітаються гумористичні роботи. У шарадах гравці можуть брати активну участь у відгадуванні, не беручи участь в акторській грі. Спортивні ігри часто не підходять для вечірок, оскільки обмеження фізичних можливостей гравців можуть унеможливити участь у них, хоча деякі ігри, такі як естафети та «Статуї», включають значний фізичний аспект і особливо підходять для груп, схожих за віком і здібностями.
- Гравці часто беруть участь в ігровому процесі, іноді імпровізуючи. Ігри, в яких кожен гравець має свій власний незалежний хід, як правило, погано підходять для вечірок, особливо якщо хід займає багато часу.
- Гра також повинна мати розважальну цінність для глядачів. Багато ігор для вечірок передбачають принаймні певний рівень гумору, притаманний самій грі або привнесений гравцями. Таким чином, гравці, які не беруть участь у грі, можуть насолоджуватися ігровим процесом, а подарунки для вечірки можуть прикрасити атмосферу вечірки.
- Виключення гравців трапляється рідко. «Монополія» — погана гра для вечірок, оскільки збанкрутілі гравці повинні сидіти на лавці, поки решта гравців продовжують добігати кінця гри, що може тривати кілька годин. Натомість, незалежно від того, наскільки команда відстає в «Словник», усі гравці можуть брати участь до кінця.
- Кількість необхідного спеціалізованого обладнання не залежить від кількості гравців. Такі ігри, як «Кістки брехуна», погано підходять для вечірок, оскільки кожному гравцеві потрібна чашка та п'ять кубиків, щоб розпочати гру. Для порівняння, для покера із гральними кісточками потрібна лише одна чашка та набір кубиків, незалежно від кількості гравців (базова гра Yahtzee має й інші практичні обмеження).
- Зазвичай гра не передбачає витрачання реальних грошей як передумову або наслідок гри. Ігри, які вимагають від кожного гравця придбання витратних матеріалів або спеціалізованого обладнання, зазвичай є поганими іграми для вечірок. Ігри в казино є помітним винятком. Прикладами можуть слугувати «ночі казино» з символічною платою за вхід або внеском на благодійність чи для покриття витрат, а також покерні турніри з аналогічним невеликим внеском.

## Поширені ігри на вечірках
- 1000 чистих білих карт
- 30 секунд
- Яблуко до яблука
- Артикулюй
- Балдердаш
- Бий щура
- Пивпонг
- Бінго
- Боттічеллі
- Козел
- Карти проти людства
- Злови фразу
- Знаменитість
- Шарада
- Зіпсований телефон
- Наслідки
- Володар дивану
- Творчий розум
- Dixit
- Алкогра

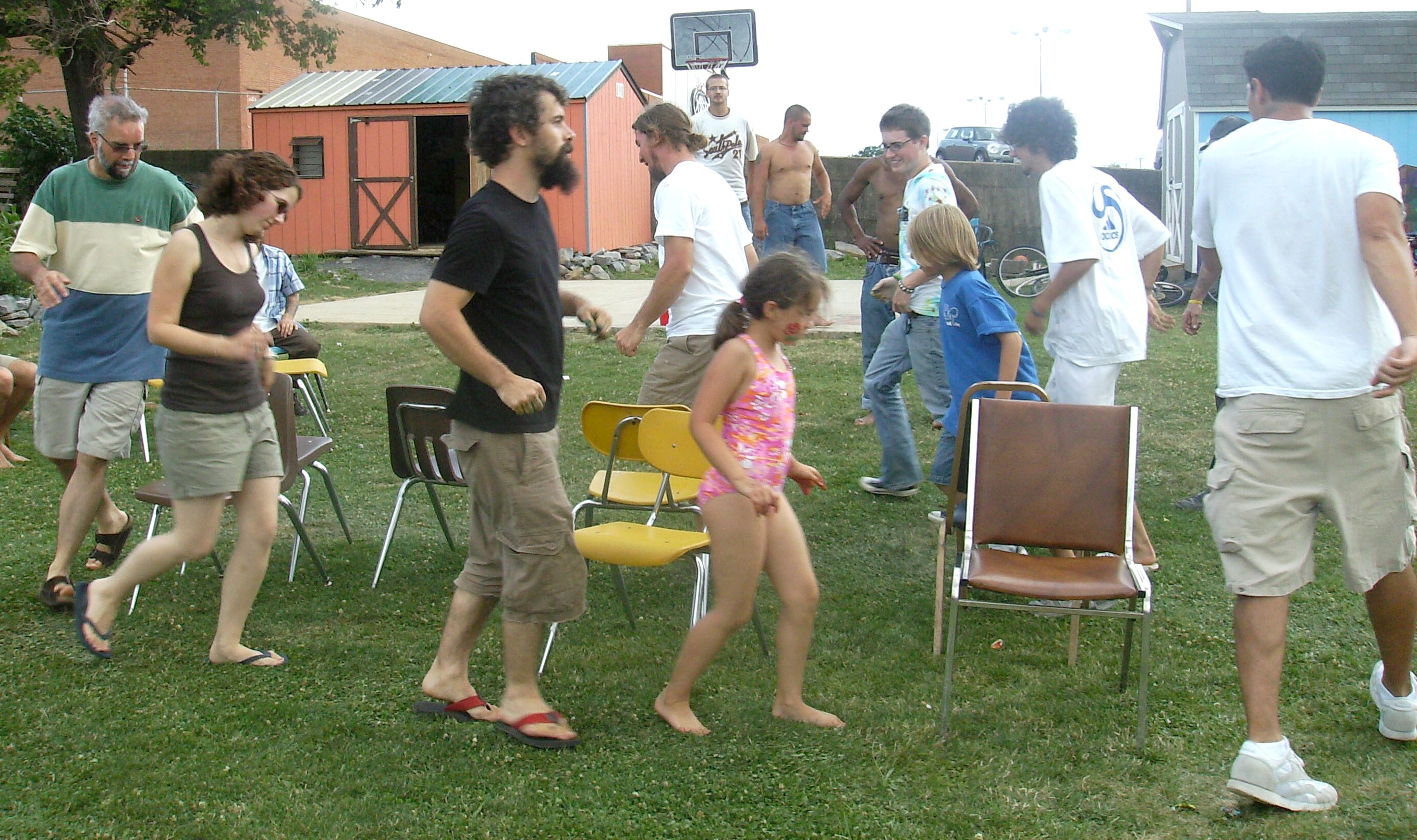
Гарячі стільці

- Словник (пов'язана з рекламним роликом Балдердаш)
- Зірковий шлях
- Gift Trap
- Мафія (також відома як гра «Вампір» або «Перевертень»)
- Детектив
- Музичні статуї
- Нерф-війна
- Я ніколи не...
- Вибух слів
- Ладушки, ладосі
- Намалюй і вгадай
- Пошта
- Священик парафії
- Психіатр
- Опір
- Скаттергорії
- Ножиці
- Сумління
- Сім хвилин на небесах
- КіноКрик
- Бутилочка
- Пискни, поросятко, пискни
- Гра в роздягання
- Табу
- Time's Up!
- Полювання за скарбами
- Гарячі стільці
- Тривіальне переслідування
- Правда або дія? та пов'язані ігри, такі як Роздягнися чи дій? і Пий чи дій?
- Двадцять запитань
- Повна нісенітниця!
- Що?
- Білий слон
- Що б ти обрав?
- Зіп і Бонг
- Зіп
- Зум шварц профільяно

## Дитячі ігри для вечірок

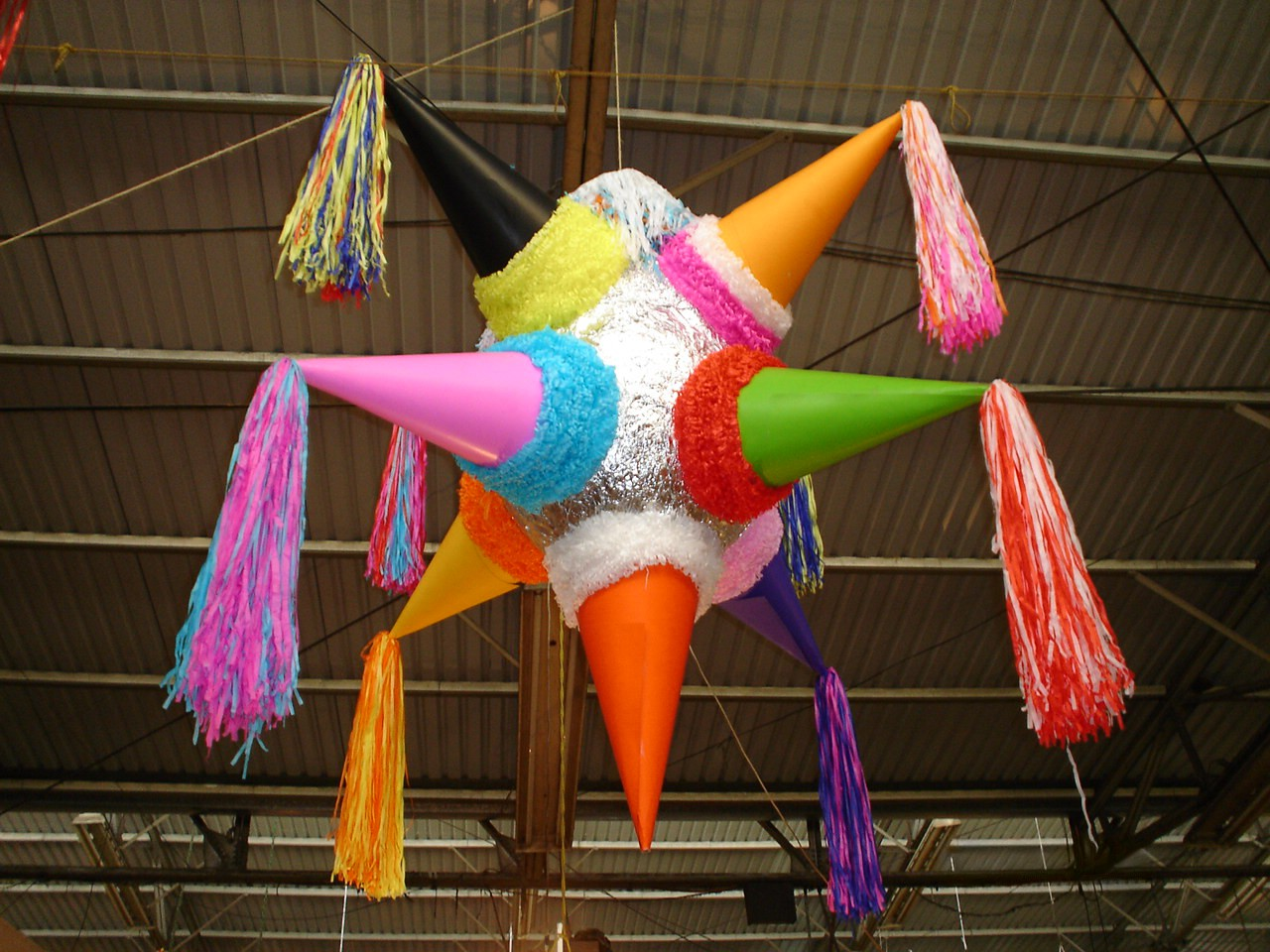
Піньята з дев'ятикутною зіркою

Традиційні дитячі святкові ігри включають:
- Апельсини та лимони
- Бідна киця
- Вбивство підморгуванням
- Віслюковий хвіст
- Гарячі стільці
- Гаряча картопля
- Камінь-ножиці-папір
- Мамо, можна?
- Музичні статуї
- Передай пакунок
- Піжмурки
- Піньята
- Сардинки
- Сплячі леви
- Сорок сорок
- Схованки
- Твістер
- Фукувараї
- Холодне-гаряче
- Хустинка

## Відеоігри
Відеоігри для вечірок зазвичай розробляються як колекція простих міні-ігор, які мають бути інтуїтивно зрозумілими та простими в управлінні, а також дозволяти змагатися між багатьма гравцями. У деякі ігри грають на імітованих ігрових дошках, як-от серія Itadaki Street, Mario Party та Sonic Shuffle.
У 1981 році BYTE назвав олімпійську спортивну гру Olympic Decathlon (1980) «першою справжньою грою для мікрокомп'ютерів». Ще один ранній приклад — Party Mix гурту Starpath.
Сучасними прикладами є Tower Unite (2016), віртуальна гра для спільноти, що проводиться онлайн, та серія The Jackbox Party Pack, яка пропонує міні-ігри, в які можна грати як онлайн, так і з людьми в одній кімнаті.

## Ігри для великих груп
У великі групові ігри грає багато учасників, і їх часто використовують як заплановану діяльність у структурованому середовищі, особливо як освітню діяльність. Вони схожі на ігри для вечірок, за винятком того, що ігри для великих груп, як правило, плануються для більшої кількості учасників (можливо, навіть сотень) як частина заходу.
Ігри для великих груп можуть мати різноманітні форми та формати.
Деякі з них є фізичними іграми, такими як Козел.
Деякі з них створені за зразком формату телевізійного ігрового шоу, де командам, які відповідають на запитання найшвидше, нараховуються бали. В іграх типу «Дрібниці» питання ставляться зі сцени, а відповіді на них записуються на кожному столі, які потім збираються і підраховуються. Інші можуть бути схожими на ігри у відкритому просторі і дозволяти учасникам блукати у менш структурований спосіб.
Деякі з них створені за мотивами телевізійних реаліті-шоу, таких як «Дивовижні перегони» або «Останній герой». Учасники змагаються індивідуально або в командах, виконуючи завдання, які наближають їх до перемоги у змаганні, що охоплює всю вечірку. Телешоу, на яких базуються такі вечірки, зазвичай є змаганнями на вибування, тому такі заходи вимагають ретельного планування, щоб уникнути виключення або нудьги.
Також зараз існують електронні ігри для вечірок, такі як «Карти проти людства» або «Еппішшот», в які можна грати на телефоні або комп'ютері.
Групові настільні ігри можуть мати вигляд невеликих груп гравців, які сидять за столами від 4 до 6 осіб і разом працюють над вирішенням певної проблеми. Може бути і більша кількість людей (а отже, і багато столів). За умови правильної розробки, ці масштабовані вправи можна використовувати як для невеликих груп (від 12 до 20 осіб), так і для дуже великих заходів (600 осіб або 100 столів).
Зазвичай, для цих масштабніших навчань потрібні мультимедійні проектори, великі екрани та мікрофони для інструкцій та зв'язку.
Пошук заходів з тімбілдингу може виявити мільйони посилань на вправи, компанії та різноманітні пропозиції — від змагань з пейнтболу до прогулянок біля вогнища, скелелазіння чи водних пригод на свіжому повітрі. Вплив на реальний тімбілдінг може бути дуже різним — виїзд на гольф для корпоративних керівників, як правило, не сприяє організаційному вдосконаленню, в той час як бізнес-симуляція може бути безпосередньо спрямована на те, щоб пов'язати гру з питаннями корпоративного вдосконалення.
Святкові групи використовують ігри для вечірок з обміном подарунками, такі як обмін подарунками «Білий слон», для спілкування та обміну подарунками. Нові онлайн ігри для вечірок, засновані на цих святкових іграх, дозволяють більшим групам збиратися в інтернеті, щоб заощадити витрати на подорож.